# Каролінці
Каролінці — австронезійський народ, який проживає на північному заході Каролінських островів. Чисельність — близько 8500 осіб, основна мова — каролінська (близько 5700 носіїв). Формою суспільного устрою є матріархат. Більшість каролінців — католики.
Вважається, що предки каролінців могли потрапити до Мікронезії з Індонезії та Азії приблизно 2000 років тому. На початку 1800-х років почалася міграція каролінців на острів Сайпан, оскільки корінне населення острова, чаморро, скоротили іспанці до 3700 осіб. Міграція відбувалася на каное і була викликана руйнуваннями, спричиненими тайфуном на рідних островах каролінців. У порівнянні з чаморро каролінці мають темніший колір шкіри.